# JAIKO
「JAIKO」（ジェイコ）は、日本の歌手、島みやえい子の同人シングル。2013年10月27日に発売された。

## 概要
- 前作「Yellow」以来、1年4ヶ月ぶりとなるシングルリリース。
- 本作は、島みやえい子とスウェーデン出身のミュージシャン、Mozaikのジェイコブ・スヴァンホルムとのタッグを組んで制作された2曲が収録されている。タイトルの「JAIKO」は、JakobとEikoを合わせた造語である[1]。
- 音系・メディアミックス同人即売会「M3」にて『島みやえい子とゆかいな横田昭』のブースで限定販売された[2]。

## 収録内容
| 全作詞: 島みやえい子、全作曲: Jakob Savanholm。 |                              |              |                 |      |
| #                                               | タイトル                     | 作詞         | 作曲・編曲      | 時間 |
| 1.                                              | 「Boffier ～木を植えた男～」 | 島みやえい子 | Jakob Savanholm | 4:24 |
| 2.                                              | 「Kite」                     | 島みやえい子 | Jakob Savanholm | 4:22 |
| 合計時間:                                       | 合計時間:                    | 8:46         |                 |      |